# Zeughausgasse 2–14

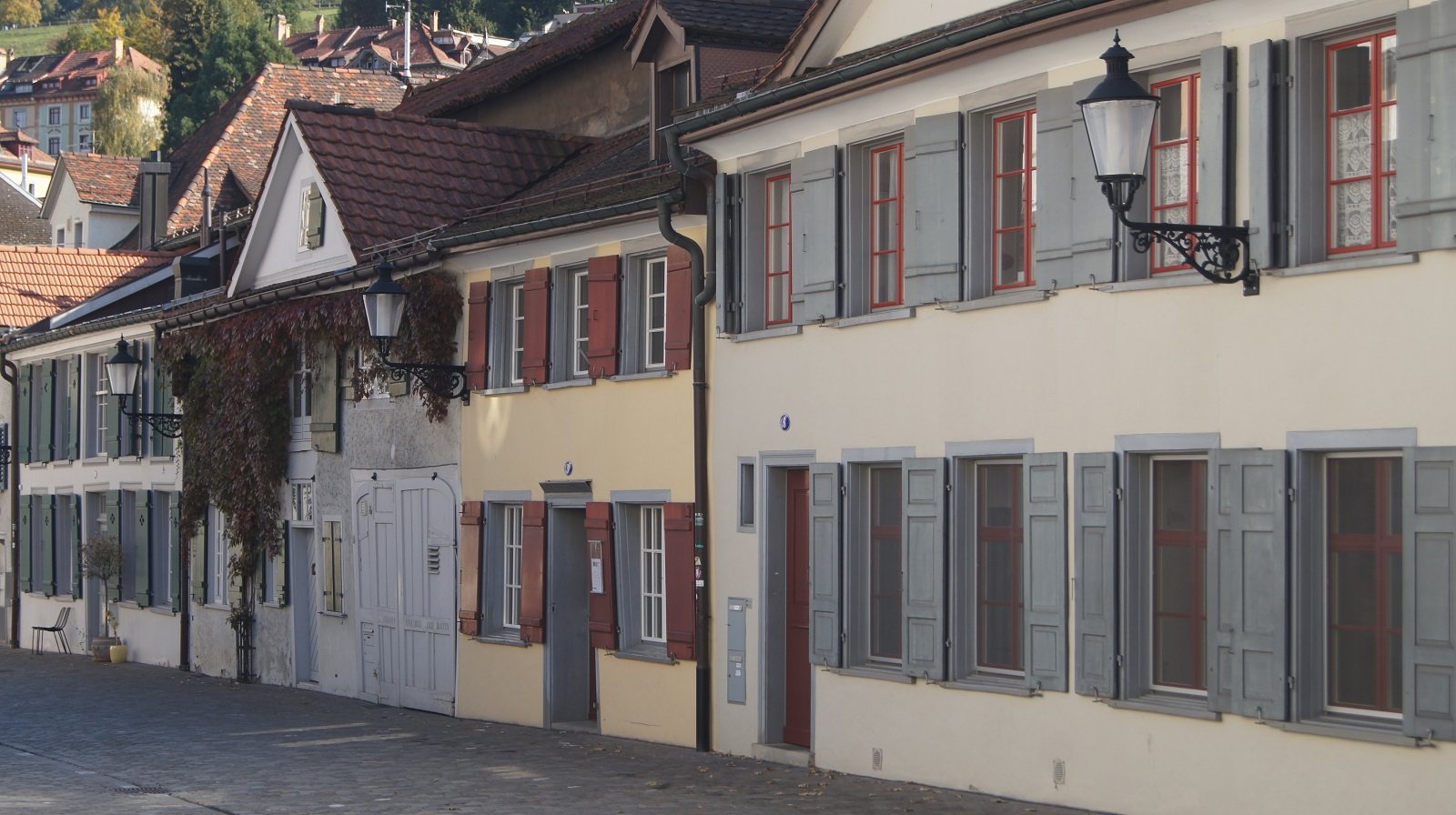
Zeughausgasse 4–10

Zeughausgasse 2–14 bezeichnet sieben Wohngebäude in St. Gallen, Schweiz. Obwohl die Häuser ausserhalb des Stiftsbezirks liegen, wurden sie mit diesem 1983 von der UNESCO in das Verzeichnis des schützenswerten Weltkulturerbes aufgenommen.
Die zweigeschossige Gebäudezeile lehnt sich mit ihrer Rückseite an den erhalten gebliebenen Rest der Schiedmauer an. Diese wurde nach dem Rorschacher Vertrag von 1566 errichtet und schloss den gesamten Bereich der Fürstabtei St. Gallen von der Stadt ab.